# Elaea richteri
Elaea richteri är en bönsyrseart som beskrevs av Max Beier 1956. Elaea richteri ingår i släktet Elaea och familjen Mantidae. Inga underarter finns listade i Catalogue of Life.